# Teatro di Palmira
Il teatro di Palmira è un antico teatro romano ubicato nella città di Palmira, in Siria. Costruito nella prima metà del II secolo d.C., esso è stato restaurato negli anni 1950.

## Storia e descrizione
Il teatro venne costruito nel II secolo d.C. al centro di una piazza semicircolare circondata da un colonnato, che dava sulla porta meridionale di Palmira. La piazza, di 104 × 82 m, era collocata a sud-est del Grande colonnato che costituiva la principale arteria cittadina. La cavea, rimasta incompiuta, ha un diametro di 92 m; essa consiste solamente della ima cavea, cioè della parte inferiore del sistema di gradinate semicircolari che circondava direttamente l'orchestra. Le gradinate sono divise in undici cunei di dodici file ciascuno. Il lato piano dell'edificio a mezzaluna che ospita il teatro è adiacente alla via principale, il Grande colonnato appunto, e parallelo a esso. L'aditus maximus del teatro, la sua entrata principale, è largo 3,5 m e, aprendosi nel lato curvo dell'edificio, conduce all'orchestra, lastricata in pietra, il cui diametro è di 23,5 m.
Il muro del proscenio era decorato con dieci nicchie curve e dieci rettangolari, alternate le une alle altre. Il palcoscenico misurava 45,5 × 10,5 m ed era accessibile attraverso due scalinate. La scenae frons aveva cinque porte: l'entrata principale, o regia; due porte hospitalis ai due lati della regia, aperte all'interno di altrettante nicchie poco profonde; e altre due porte alle estremità della scena. Sappiamo che l'imperatore Nerone fece collocare una statua che lo raffigurava all'interno della nicchia che sovrastava la porta regia del teatro di Palmira. Le colonne della scenae frons sono di stile corinzio.
Negli anni 1950 il teatro venne liberato dai depositi sabbiosi e subì in seguito lavori di restauro. Il 21 gennaio 2017 l'ISIS ha fatto esplodere la facciata del Teatro.